# Julus braueri
Julus braueri är en mångfotingart som beskrevs av Karl Wilhelm Verhoeff 1895. Julus braueri ingår i släktet Julus och familjen kejsardubbelfotingar. Inga underarter finns listade i Catalogue of Life.